# Laura Miloš
Laura Miloš, née le 20 octobre 1994 à Poreč en Croatie, est une joueuse internationale croate de volley-ball évoluant au poste de réceptionneuse-attaquante. 

## Biographie

### Carrière
Originaire de la péninsule d'Istrie, sa carrière débute avec le OK Poreč, club avec lequel elle remporte la Coupe de Croatie en 2013. Pour des raisons académiques, elle décide de s'installer aux États-Unis où elle prend part au Championnat NCAA de 2014 à 2018 avec l'équipe de la Oral Roberts University (en), basée à Tulsa dans l'État de l'Oklahoma,.
En 2018, elle signe son premier contrat professionnel avec le Charleroi Volley, équipe du championnat de Belgique, avant de rejoindre la Ligue A française l'année suivante en s'engageant avec le Saint-Raphaël Var Volley-Ball.  
En 2022, elle est recrutée par le Stade français Paris Saint-Cloud.
Elle dispute la saison 2023-2024 avec le Béziers Volley.
Lors de l'intersaison 2024, elle rejoint le Championnat polonais en s'engageant avec le club de Radomka (it).

### Équipe nationale croate
Membre de l'équipe de Croatie, elle prend part aux Jeux méditerranéens en 2013 où la sélection termine à la 3e place.
Elle remporte la Challenger Cup en 2022. Elle est aussi finaliste de la Ligue européenne en 2021 et médaillée de bronze de cette même épreuve en 2022.

## Clubs
- Charleroi Volley (2018–2019)
- Saint-Raphaël Var (2019–2022)
- SF Paris Saint-Cloud (2022–2023)
- Béziers Volley (2023–2024)
- Radomka (it) (2024–2025)

## Palmarès

### Club
- Coupe de Croatie (1) :
  - Vainqueur en 2013.

- Supercoupe de France :
  - Finaliste en 2019, 2023.

### Équipe nationale
- Challenger Cup (1) :
  - Vainqueur en 2022.

- Ligue européenne : 
  - Finaliste en 2021.
  - 3e place en 2022.

- Jeux méditerranéens :
  - 3e place en 2013.